# Video Technology Laser 350
Video Technology Laser 350 (Laser 350 / 500 / 700 / 750) је кућни рачунар, производ фирме Video Technology који је почео да се израђује у Хонгконгу током 1985. године.
Користио је NEC D780c (Z80A компатибилан) као централни микропроцесор а RAM меморија рачунара Laser 350 је имала капацитет од 16 KB до 128 KB. 

## Детаљни подаци
Детаљнији подаци о рачунару Laser 350 су дати у табели испод.
|                       |                                       |
| [ 1 ]                 |                                       |
| Произвођач            |                                       |
| Тип                   | кућни рачунар                         |
| Меморија              | Laser 350: 16 KB, до 128 KB           |
| Поријекло             | Хонгконг                              |
| Година                | 1985                                  |
| Тастатура             | AZERTY / QWERTY, 77 механичка тастера |
| Процесор              |                                       |
| Фреквенција процесора | 3,58                                  |
| RAM                   | Laser 350 : 16 KB, до 128 KB          |
| ROM                   | 32 KB                                 |
| Текст                 | 40 x 24 са 16 боја                    |
| Графика               | GR0 = 160 x 96 са 16 боја             |
| Боја                  | 16                                    |
| Звук                  | 1 глас, 6 октава (мали звучник)       |
| Димензије             | 40 x 23 x 7                           |
| Портови               |                                       |
| Оперативни систем     |                                       |